# Toczkowce
Toczkowce (Volvocales) – rząd jedno- lub wielokomórkowych zielenic. Jako jedyne wśród zielenic  mają komórki ruchome w stadium wegetatywnym, posiadające jedną lub kilka wici. Rozmnażają się płciowo lub na drodze izogamii, rzadziej anizogamii i oogamii.

## Systematyka
Rodziny toczkowców:
- toczkowate (Volvocaceae Cohn 1856, syn. Pandorinaceae Eichler 1880) - wielokomórkowe (kolonijne), np. gromadnica (Pandorina Bory), Eudorina Ehrenb., toczek (Volvox (L.) Ehrenb.)
- Polyblephariodaceae (Dunaliellaceae Christensen) - jednokomórkowe, o zmiennym kształcie, np. Dunaliella salina Teodoresco
- Chlamydomonadaceae G.M. Simth 1920 - jednokomórkowe, o stałym kształcie, np. zawłotnia (Chlamydomonas Ehrenb.)
- Phacotaceae (Bütschli) Oltmanns 1904 - jednokomórkowe, wytwarzające inkrustowany wapniem lub krzemionką domek, np. Phacotus lenticularis Ehrenb.
- Spondylomoraceae Koršikov 1924 - groniaste kolonie nieotoczone pochwą śluzową, np. Uva gracialis Korsch.
- Haematococcaceae (Trevisan) Marchand 1895 - podobne do Chlamydomonadaceae, czasem z nimi łączone, np. Haematococcus pluvialis Flot. em. Wille dający czerwone zakwity.

W niektórych ujęciach systematycznych jako równoważną jednostkę traktowano zawłotniowce (Chlamydomonadales). Zarówno jednak część dawnych ujęć, jak i ujęcia nowsze rząd ten łączy z zawłotniowcami.

## Budowa
Część gatunków toczkowców występuje w postaci jednej komórki (np. Chlamydomonadaceae). Osobniki posiadające od 4 do 128 to cenobia, czyli formy, które mają stałą liczbę komórek.
Przykłady:
- 4 komórki – Pasherina tetras
- 8 komórek – Uva incuwera
- 16 komórek – Pandorina morum
- 32 komórki – Eudorina elegans
- 64 komórki – Pleudorina ullinoisensis
- 128 komórek – Pleudorina californica

U toczkowców występuje brak stadium 256 komórek zarówno w cenobiach jak i w koloniach. Nie jest możliwe utrzymanie cenobium 256 komórek ani kolonii. Najmniejsza kolonia musi mieć 512 komórek, aby utrzymać swój zbiór.
Osobniki posiadające 512 komórek tworzą tzw. kolonie (np. Volvox aureus).
Występują także formy kolonii o liczbie komórek 1024, 2048, 4096, 8192 itd. Duże kolonie mają zróżnicowane komórki i często uważane są za organizmy wielokomórkowe.